# 埃米利奥·维斯孔蒂·韦诺斯塔

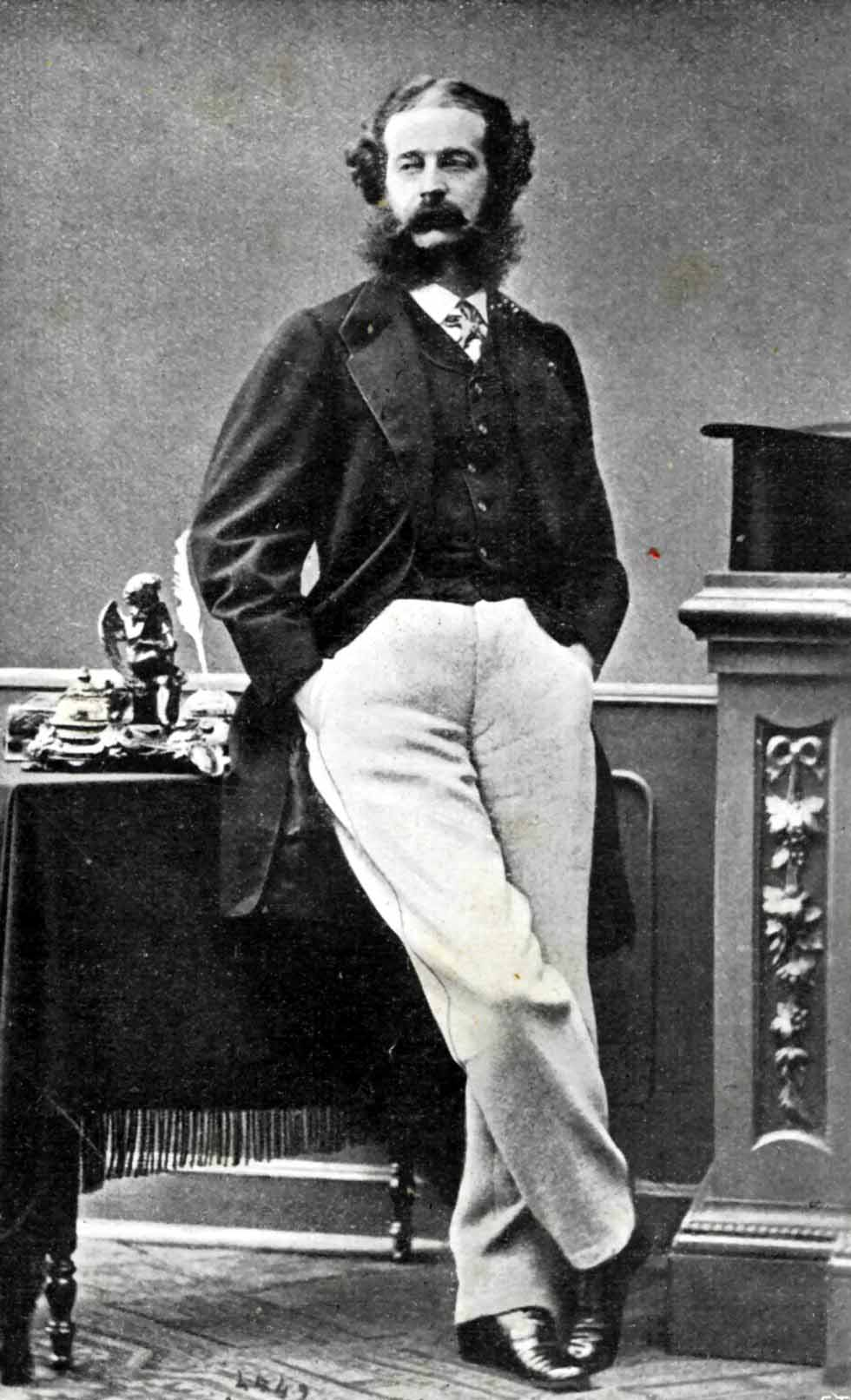
维斯康蒂·韦诺斯塔侯爵

埃米利奥·维斯康蒂·韦诺斯塔侯爵（義大利語：Emilio Visconti Venosta，1829年1月22日—1914年11月24日），是意大利王国时期右派政治家、外交家。他曾五次担任意大利外交大臣，是意大利历史上任期最长的外长之一。